# Olympische Sommerspiele 2012/Leichtathletik – 110 m Hürden (Männer)

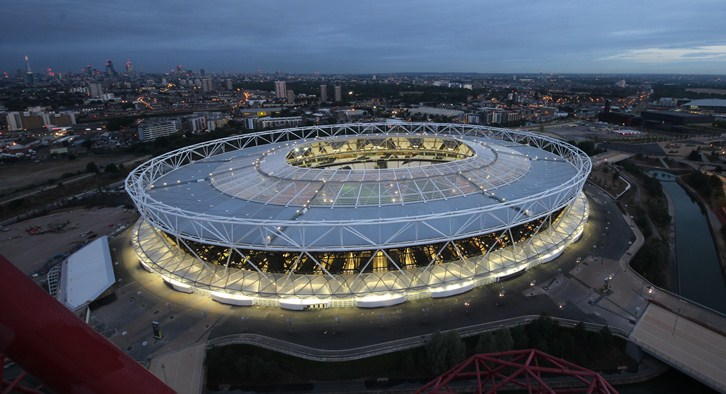
Das Olympiastadion von London im Jahr 2015

Der 110-Meter-Hürdenlauf der Männer bei den Olympischen Spielen 2012 in London wurde am 7. und 8. August 2012 im Olympiastadion London ausgetragen. 53 Athleten nahmen teil.
Olympiasieger wurde der US-Amerikaner Aries Merritt. Sein Landsmann Jason Richardson gewann die Silbermedaille vor dem Jamaikaner Hansle Parchment.
Für Deutschland gingen Erik Balnuweit, Matthias Bühler und Alexander John an den Start. Alle drei scheiterten in der Vorrunde.

Athleten aus der Schweiz, Österreich und Liechtenstein nahmen nicht teil.

## Aktuelle Titelträger
| Olympiasieger                      | Dayron Robles ( Kuba)                      | 12,93 s                                    | Peking 2008       |
| Weltmeister                        | Jason Richardson ( USA)                    | 13,16 s                                    | Daegu 2011        |
| Europameister                      | Sergei Schubenkow ( Russland)              | 13,16 s                                    | Helsinki 2012     |
| Zentralamerika und Karibik-Meister | Eric Keddo ( Jamaika)                      | 13,49 s                                    | Mayagüez 2011     |
| Südamerika-Meister                 | Matheus Facho Inocêncio ( Brasilien)       | 13,70 s                                    | Buenos Aires 2011 |
| Asienmeister                       | Liu Xiang ( Volksrepublik China)           | 13,22 s                                    | Kōbe 2011         |
| Afrikameister                      | Lehann Fourie ( Südafrika)                 | 13,60 s                                    | Porto-Novo 2012   |
| Ozeanienmeister                    | Wettbewerb nicht im Meisterschaftsprogramm | Wettbewerb nicht im Meisterschaftsprogramm | Gold Coast 2012   |

## Rekorde

### Bestehende Rekorde
| Weltrekord         | Dayron Robles ( Kuba)            | 12,87 s | Ostrava, Tschechien           | 12. Juni 2008   |
| Olympischer Rekord | Liu Xiang ( Volksrepublik China) | 12,91 s | Finale OS Athen, Griechenland | 27. August 2004 |

Der bestehende Olympiarekord wurde bei diesen Spielen nicht erreicht. Im schnellsten Rennen, dem Finale am 8. August, verfehlte der US-amerikanische Olympiasieger Aries Merritt mit seinen 12,92 s diesen Rekord bei einem Gegenwind von 0,3 m/s allerdings nur um eine Hundertstelsekunde. Zum Weltrekord fehlten ihm fünf Hundertstelsekunden.

### Rekordverbesserungen
Ein Landesrekord wurde zwei Mal verbessert:
- 13,14 s – Hansle Parchment (Jamaika), drittes Halbfinale am 8. August bei einem Rückenwind von 0,1 m/s
- 13,12 s – Hansle Parchment (Jamaika), Finale am 8. August bei einem Gegenwind von 0,3 m/s

Anmerkung:
Alle Zeiten in diesem Beitrag sind Ortszeit nach Ortszeit London angegeben.(UTC±0).

## Vorläufe
Es wurden sechs Vorläufe durchgeführt. Für das Halbfinale qualifizierten sich pro Lauf die ersten drei Athleten (hellblau unterlegt). Darüber hinaus kamen die sechs Zeitschnellsten, die sogenannten Lucky Loser (hellgrün unterlegt), weiter.

### Vorlauf 1

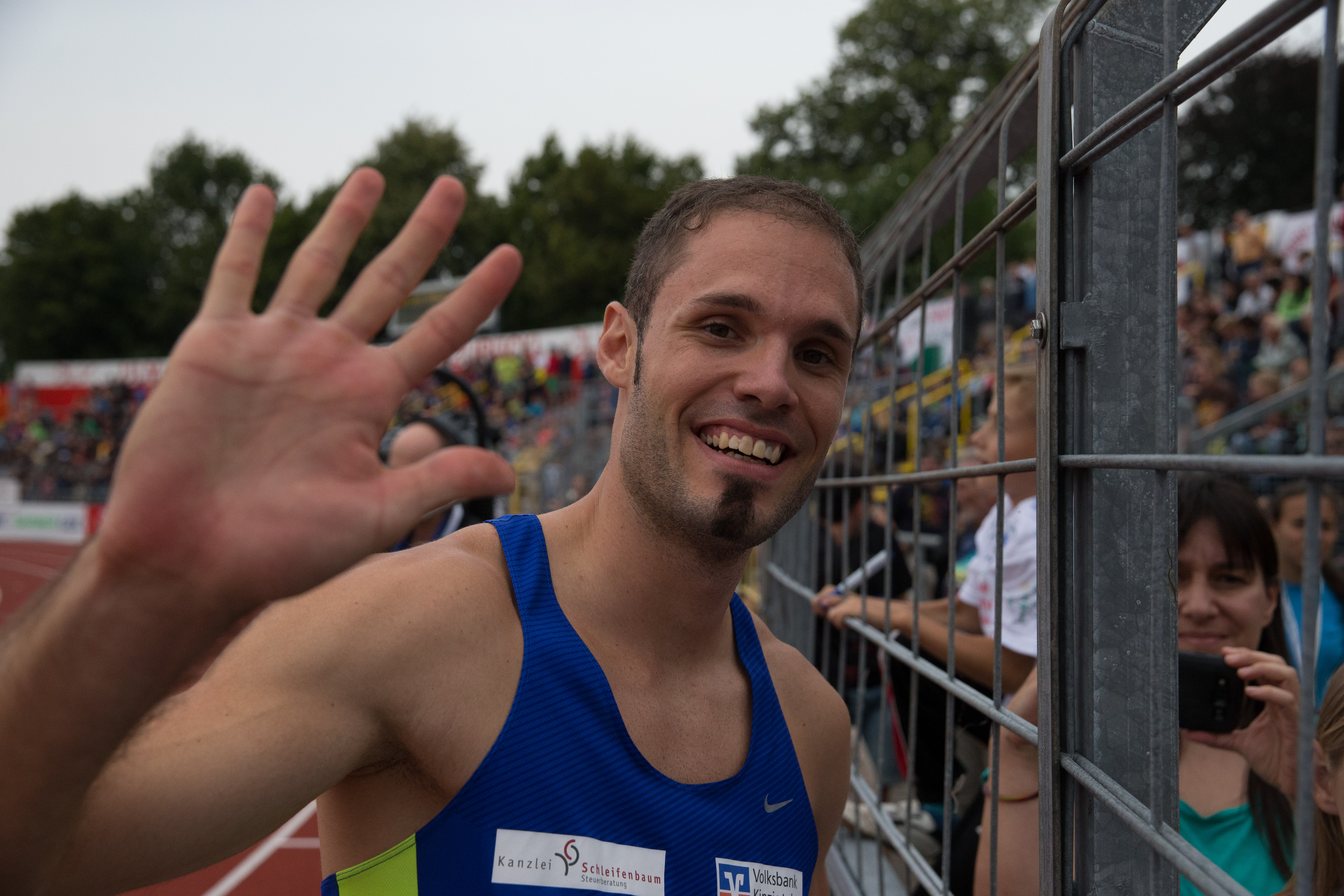
Matthias Bühler – ausgeschieden als Sechster des ersten Vorlaufs
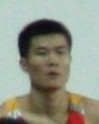
Shi Dongpeng – ausgeschieden als Siebter des ersten Vorlaufs

7. August 2012, 10:10 Uhr

Wind: +0,6 m/s
| Platz | Name                    | Nation              | Zeit (s) |
| ----- | ----------------------- | ------------------- | -------- |
| 1     | Sergei Schubenkow       | Russland            | 13,26    |
| 2     | Konstandinos Douvalidis | Griechenland        | 13,40    |
| 3     | Adrien Deghelt          | Belgien             | 13,52    |
| 4     | Garfield Darien         | Frankreich          | 13,54    |
| 5     | Paulo Villar            | Kolumbien           | 13,55    |
| 6     | Matthias Bühler         | Deutschland         | 13,68    |
| 7     | Shi Dongpeng            | Volksrepublik China | 13,78    |
| 8     | David Ilariani          | Georgien            | 13,90    |

### Vorlauf 2

Andrew Riley – ausgeschieden als Fünfter des zweiten Vorlaufs
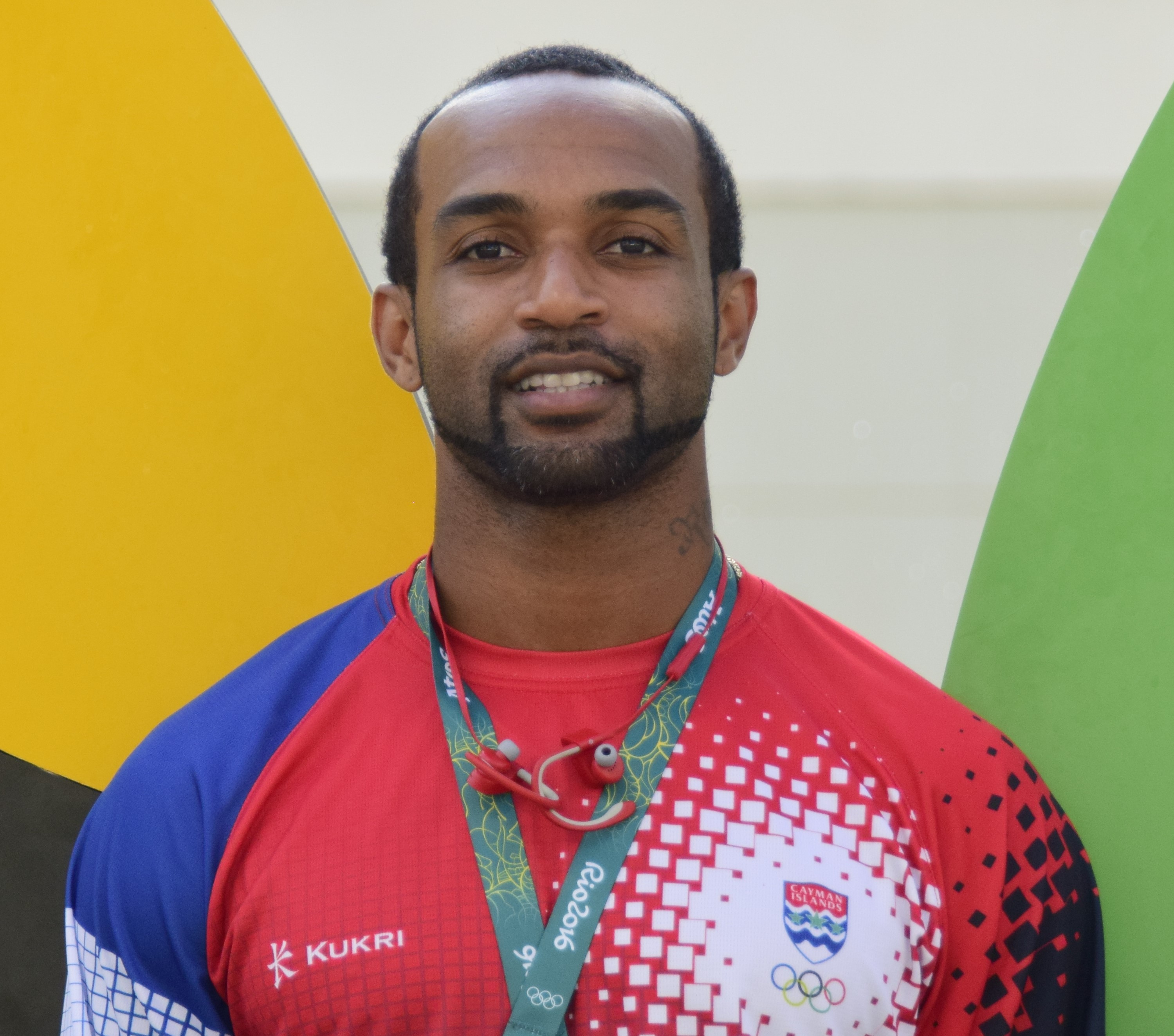
Ronald Forbes – ausgeschieden als Achter des zweiten Vorlaufs

7. August 2012, 10:17 Uhr

Wind: +0,8 m/s
| Platz | Name                | Nation              | Zeit (s) |
| ----- | ------------------- | ------------------- | -------- |
| 1     | Jason Richardson    | USA                 | 13,33    |
| 2     | Lawrence Clarke     | Großbritannien      | 13,42    |
| 3     | Maxim Lynsha        | Belarus             | 13,47    |
| 4     | Wayne Davis         | Trinidad und Tobago | 13,52    |
| 5     | Andrew Riley        | Jamaika             | 13,59    |
| 6     | João Carlos Almeida | Portugal            | 13,69    |
| 7     | Rouhollah Askari    | Iran                | 13,97    |
| 8     | Ronald Forbes       | Cayman Islands      | 14,21    |
| DNF   | Enrique Llanos      | Puerto Rico         |          |

### Vorlauf 3

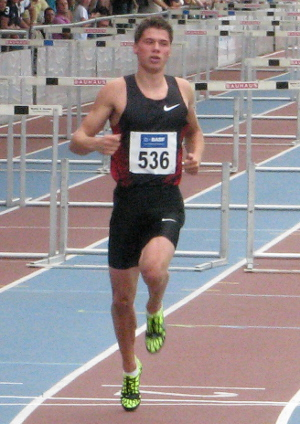
Erik Balnuweit – ausgeschieden als Sechster des dritten Vorlaufs
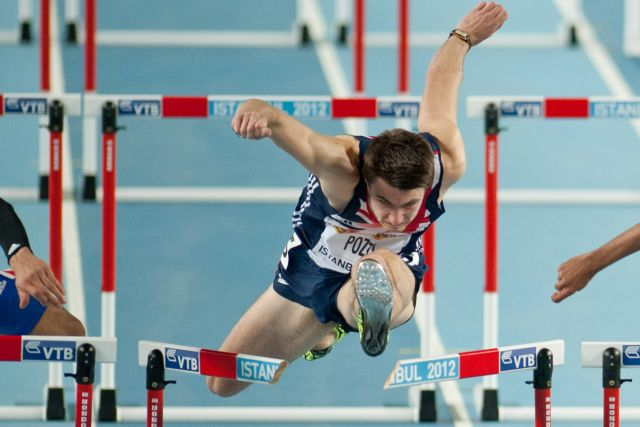
Andrew Pozzi – im dritten Vorlauf nicht im Ziel

7. August 2012, 10:24 Uhr

Wind: +1,2 m/s

| Platz | Name                 | Nation              | Zeit (s) | Anmerkung                                                       |
| ----- | -------------------- | ------------------- | -------- | --------------------------------------------------------------- |
| 1     | Orlando Ortega       | Kuba                | 13,26    |                                                                 |
| 2     | Hansle Parchment     | Jamaika             | 13,32    |                                                                 |
| 3     | Konstantin Schabanow | Russland            | 13,63    |                                                                 |
| 4     | Ladji Doucouré       | Frankreich          | 13,67    | Wildcard für das Halbfinale nach Behinderung durch Shamar Sands |
| 5     | Mikel Thomas         | Trinidad und Tobago | 13,74    |                                                                 |
| 6     | Erik Balnuweit       | Deutschland         | 13,77    |                                                                 |
| DNF   | Andrew Pozzi         | Großbritannien      |          |                                                                 |
| DSQ   | Shamar Sands         | Bahamas             |          | IAAF Regel 168.7b – Absichtliches Umstoßen der Hürde            |
| DSQ   | Ali Kamé             | Madagaskar          |          | IAAF Regel 162.7 – Fehlstart                                    |

### Vorlauf 4

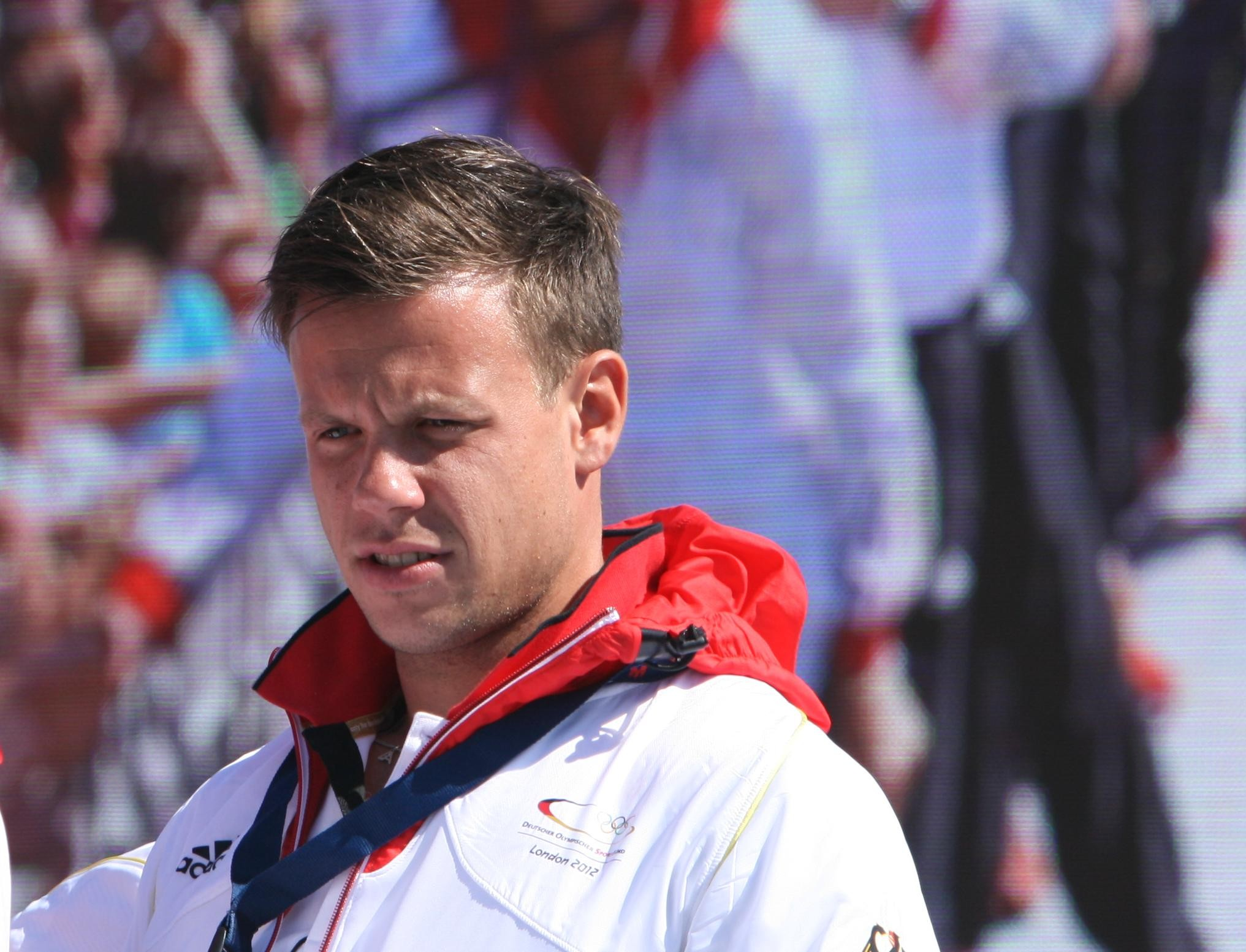
Alexander John – ausgeschieden als Sechster des vierten Vorlaufs
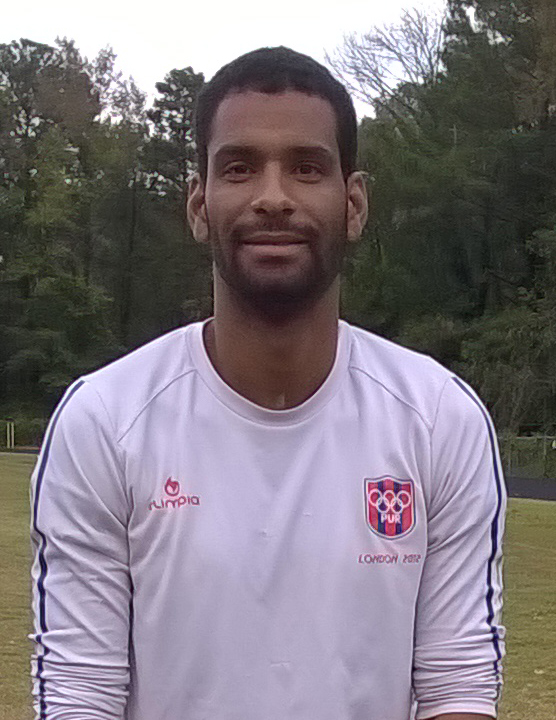
Héctor Cotto – ausgeschieden als Achter des vierten Vorlaufs
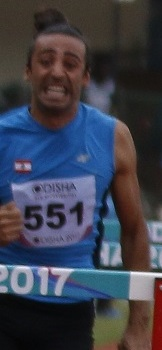
Ahmad Hazer – ausgeschieden als Neunter des vierten Vorlaufs

7. August 2012, 10:31 Uhr

Wind: +0,1 m/s
| Platz | Name              | Nation      | Zeit (s) |
| ----- | ----------------- | ----------- | -------- |
| 1     | Dayron Robles     | Kuba        | 13,33    |
| 2     | Lehann Fourie     | Südafrika   | 13,49    |
| 3     | Jeff Porter       | USA         | 13,53    |
| 4     | Dimitri Bascou    | Frankreich  | 13,57    |
| 5     | Greggmar Swift    | Barbados    | 13,62    |
| 6     | Alexander John    | Deutschland | 13,67    |
| 7     | Fawaz al-Shammari | Kuwait      | 14,00    |
| 8     | Héctor Cotto      | Puerto Rico | 14,08    |
| 9     | Ahmad Hazer       | Libanon     | 14,82    |

### Vorlauf 5

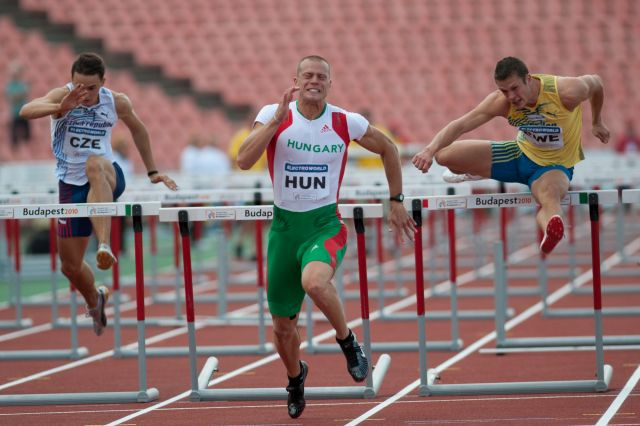
Dániel Kiss (Mitte) – ausgeschieden als Sechster des fünften Vorlaufs
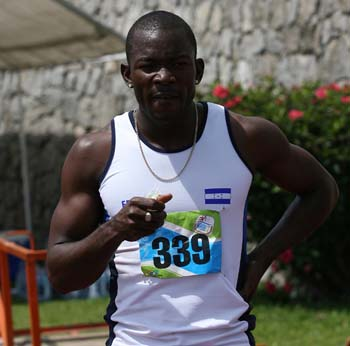
Ronald Bennett – ausgeschieden als Neunter des fünften Vorlaufs

7. August 2012, 10:38 Uhr

Wind: +0,7 m/s
| Platz | Name             | Nation              | Zeit (s) |
| ----- | ---------------- | ------------------- | -------- |
| 1     | Aries Merritt    | USA                 | 13,07    |
| 2     | Ryan Brathwaite  | Barbados            | 13,23    |
| 3     | Xie Wenjun       | Volksrepublik China | 13,43    |
| 4     | Emanuele Abate   | Italien             | 13,46    |
| 5     | Richard Phillips | Jamaika             | 13,47    |
| 6     | Dániel Kiss      | Ungarn              | 13,62    |
| 7     | Alexei Drjomin   | Russland            | 13,75    |
| 8     | Jeffrey Julmis   | Haiti               | 13,87    |
| 9     | Ronald Bennett   | Honduras            | 14,45    |

### Vorlauf 6
- Balázs Baji – ausgeschieden
als Vierter des sechsten Vorlaufs

7. August 2012, 10:45 Uhr

Wind: +0,4 m/s
| Platz | Name             | Nation              | Zeit (s) | Anmerkung                                                                            |
| ----- | ---------------- | ------------------- | -------- | ------------------------------------------------------------------------------------ |
| 1     | Andrew Turner    | Großbritannien      | 13,42    |                                                                                      |
| 2     | Selim Nurudeen   | Nigeria             | 13,51    |                                                                                      |
| 3     | Gregory Sedoc    | Niederlande         | 13,52    |                                                                                      |
| 4     | Balázs Baji      | Ungarn              | 13,76    |                                                                                      |
| 5     | Jackson Quiñónez | Spanien             | 13,76    |                                                                                      |
| DNF   | Shane Brathwaite | Barbados            |          |                                                                                      |
| DNF   | Liu Xiang        | Volksrepublik China |          |                                                                                      |
| DNF   | Artur Noga       | Polen               |          |                                                                                      |
| DSQ   | Moussa Dembélé   | Senegal             |          | IAAF Regeln 163.6 – Verlassen der Laufbahn/168.7b – Absichtliches Umstoßen der Hürde |

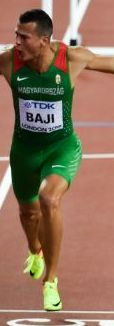
Balázs Baji – ausgeschieden als Vierter des sechsten Vorlaufs

Weitere im sechsten Vorlauf ausgeschiedene Hürdensprinter:

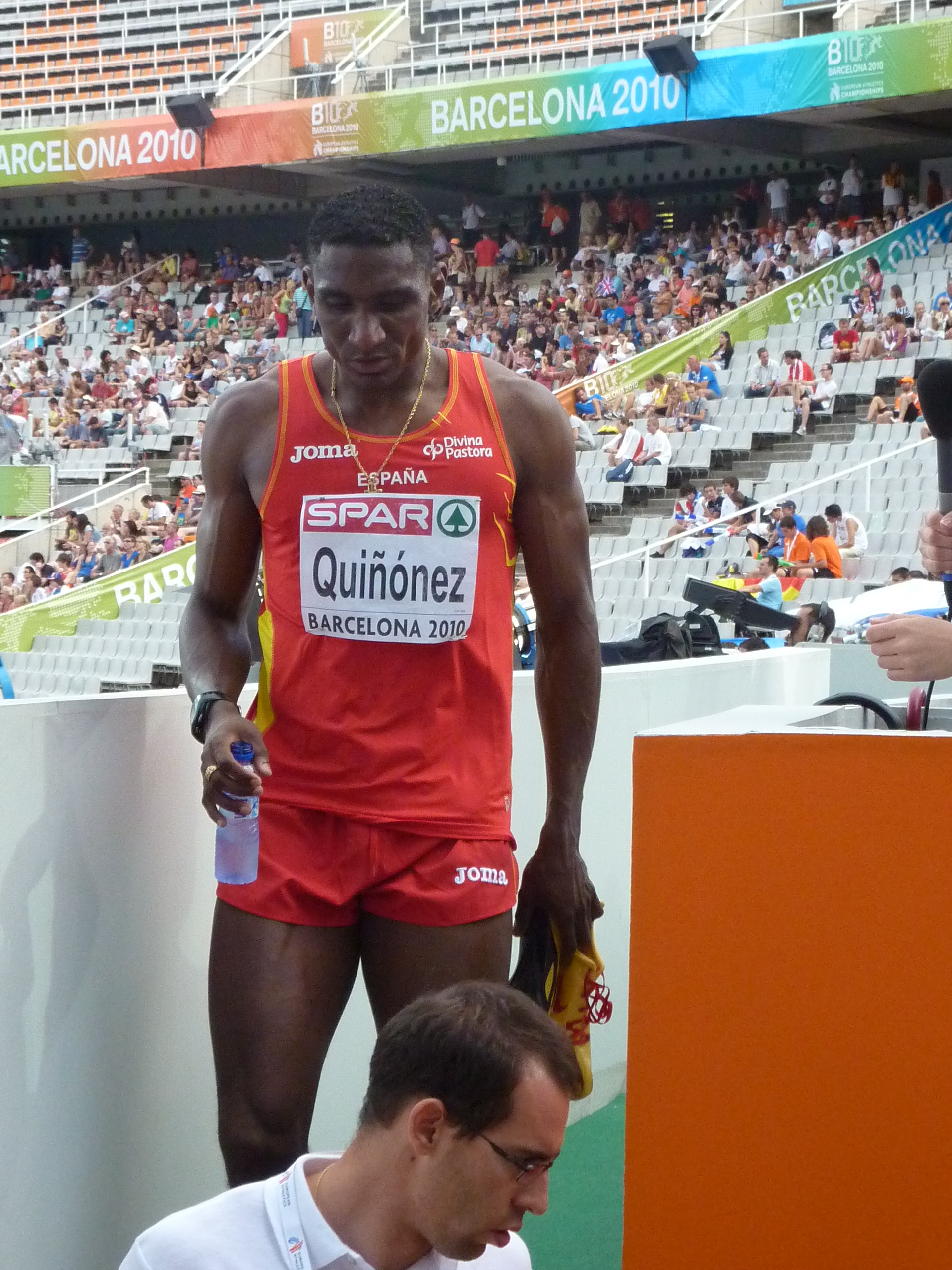
Jackson Quiñónez – Rang fünf
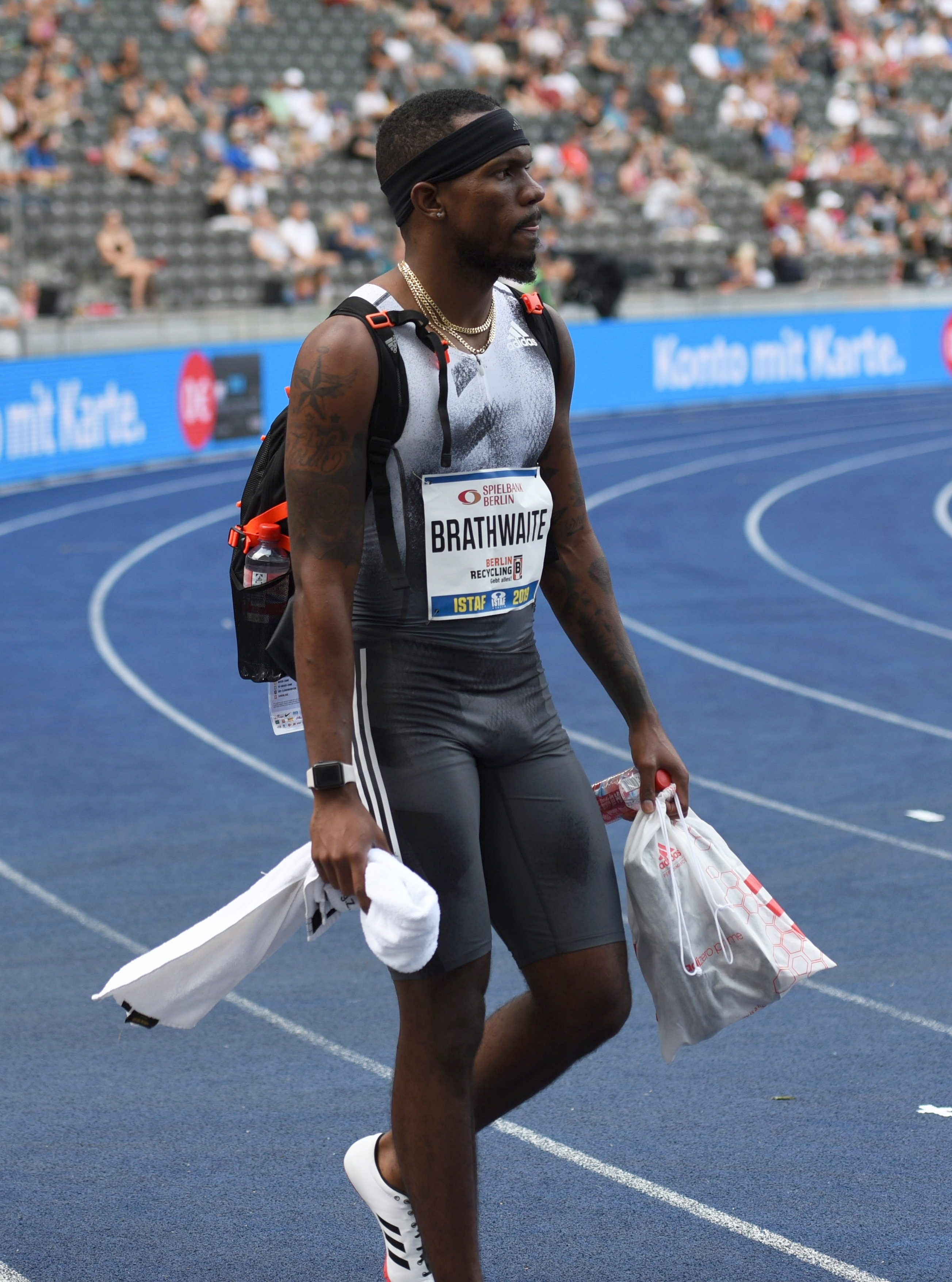
Shane Brathwaite – Rang sechs
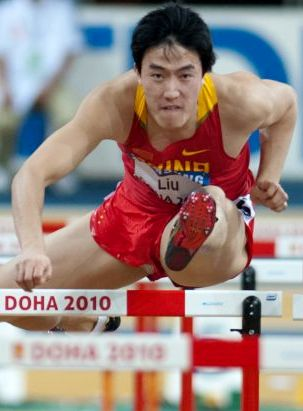
Liu Xiang – nicht im Ziel
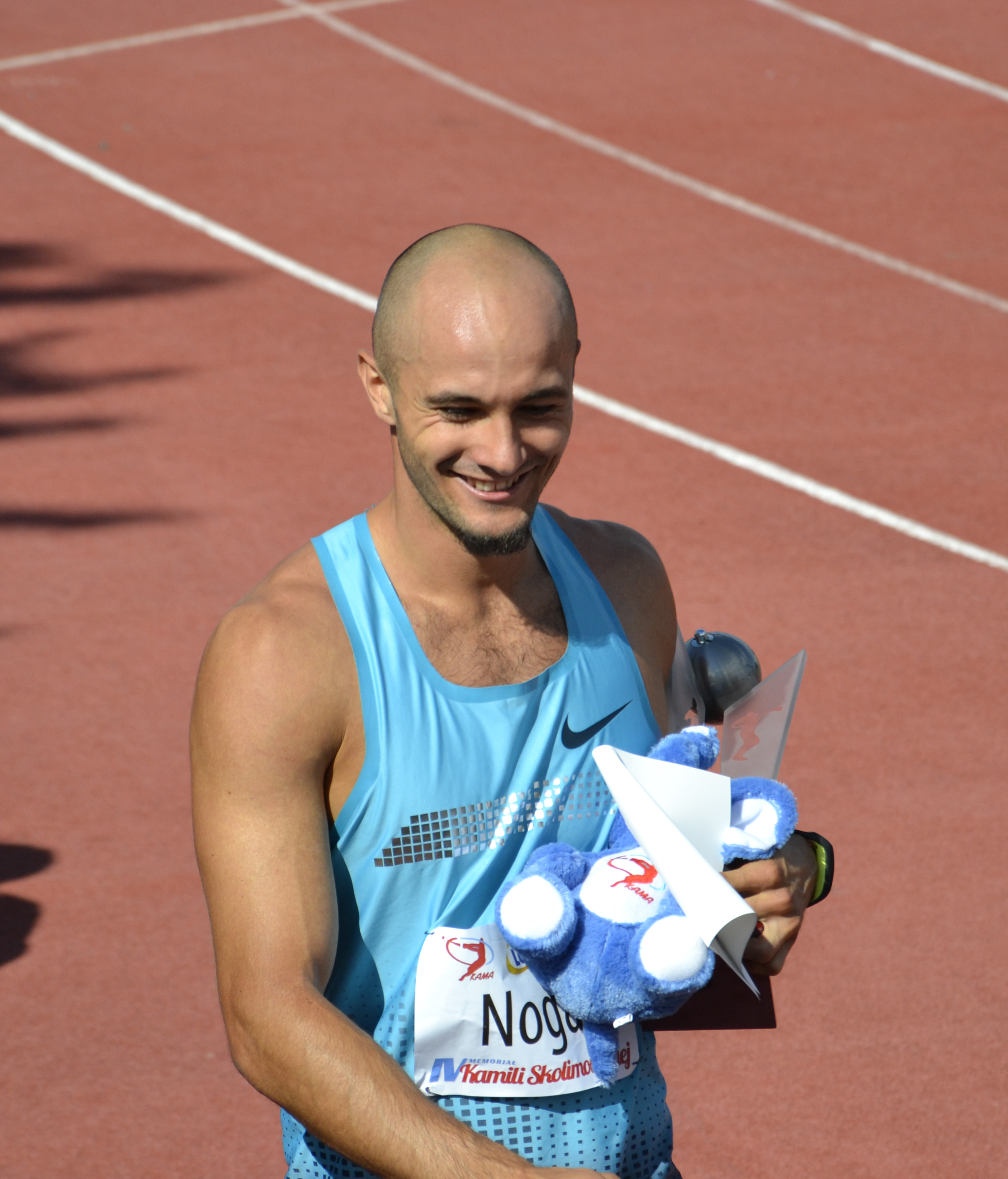
Artur Noga – nicht im Ziel

## Halbfinale
Es wurden drei Halbfinalläufe durchgeführt. Für das Finale qualifizierten sich pro Lauf die ersten zwei Athleten (hellblau unterlegt). Darüber hinaus kamen die zwei Zeitschnellsten, die sogenannten Lucky Loser (hellgrün unterlegt), weiter.

### Lauf 1
8. August 2012, 19:15 Uhr

Wind: −0,5 m/s
| Platz | Name                    | Nation              | Zeit (s) |
| ----- | ----------------------- | ------------------- | -------- |
| 1     | Jason Richardson        | USA                 | 13,13    |
| 2     | Orlando Ortega          | Kuba                | 13,26    |
| 3     | Lawrence Clarke         | Großbritannien      | 13,31    |
| 4     | Adrien Deghelt          | Belgien             | 13,42    |
| 5     | Garfield Darien         | Frankreich          | 13,48    |
| 6     | Wayne Davis             | Trinidad und Tobago | 13,49    |
| 7     | Konstandinos Douvalidis | Griechenland        | 13,77    |
| DNF   | Gregory Sedoc           | Niederlande         |          |

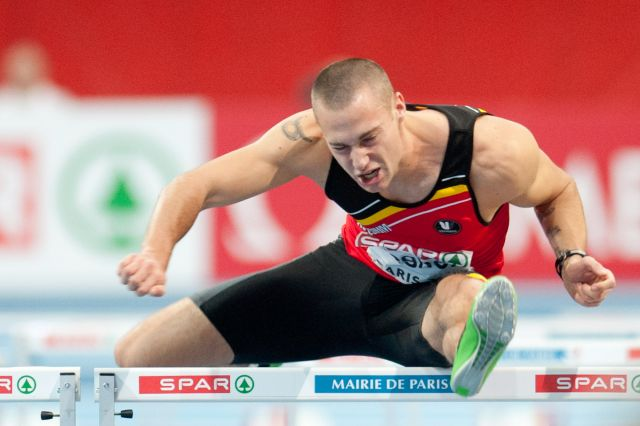
Adrien Deghelt – ausgeschieden als Vierter des ersten Halbfinals

Weitere im ersten Halbfinale ausgeschiedene Hürdensprinter:

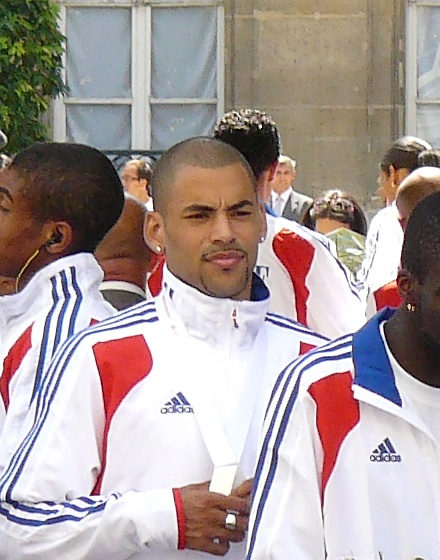
Garfield Darien – Rang fünf
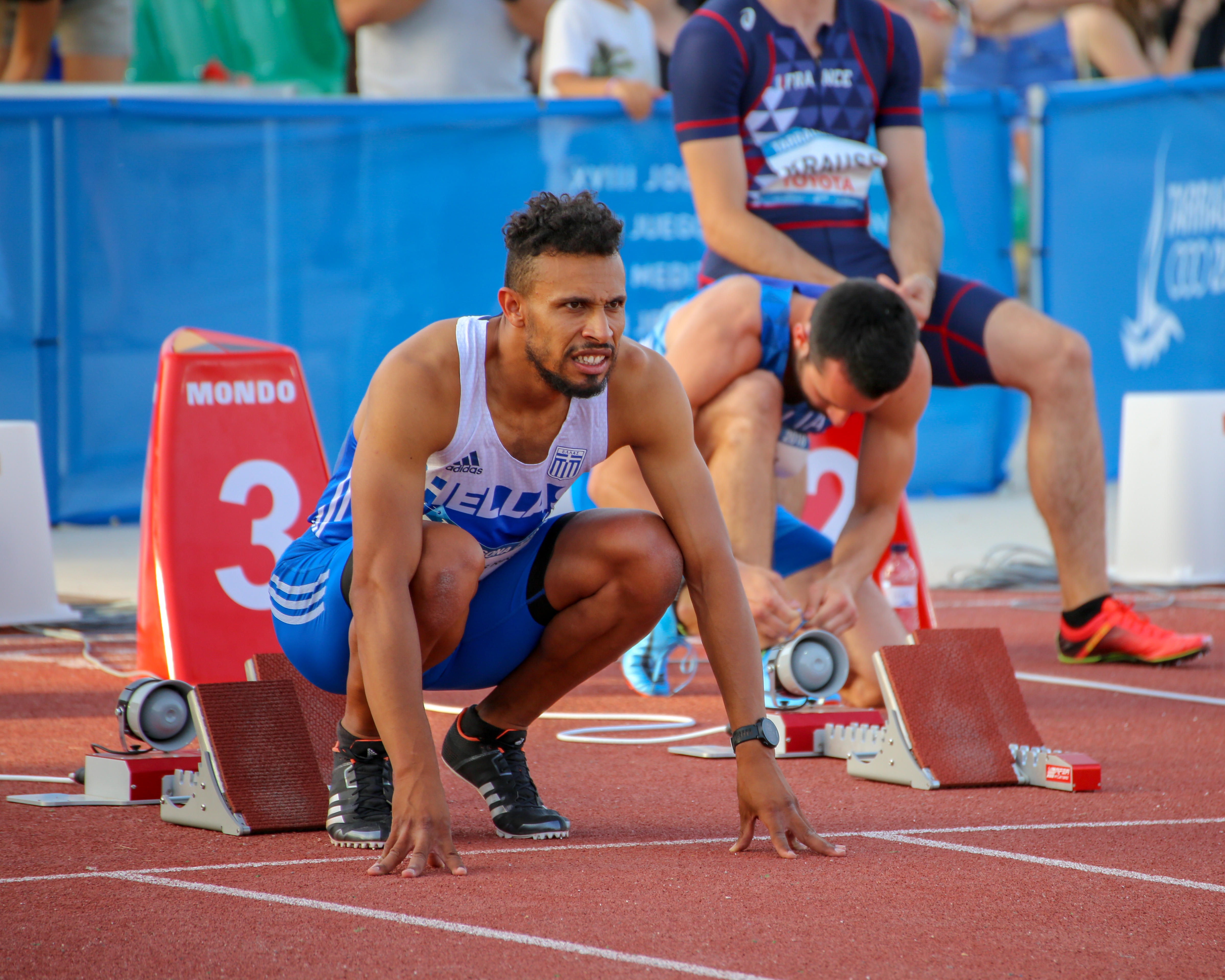
Konstandinos Douvalidis – Rang sieben
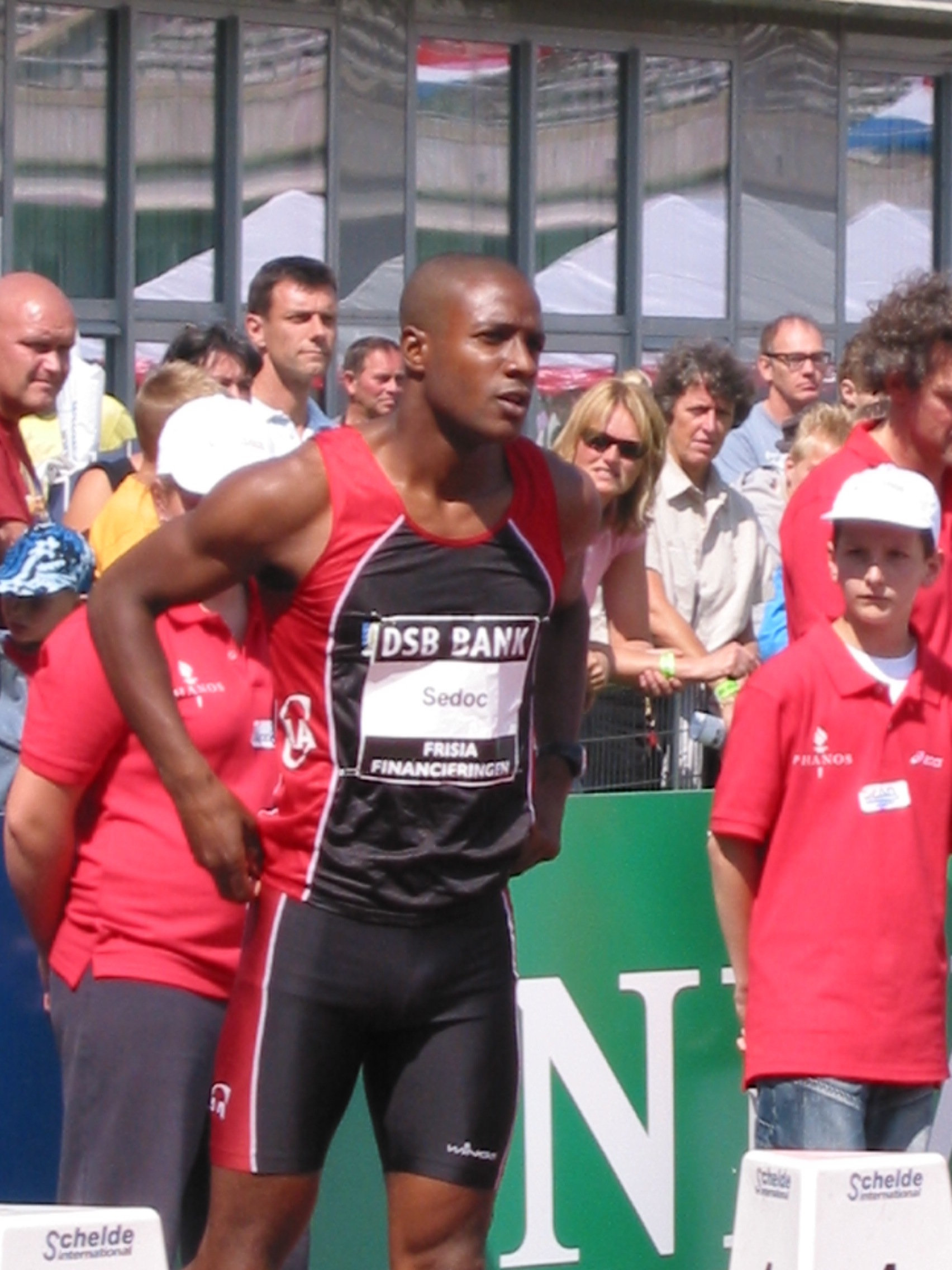
Gregory Sedoc – nicht im Ziel

### Lauf 2

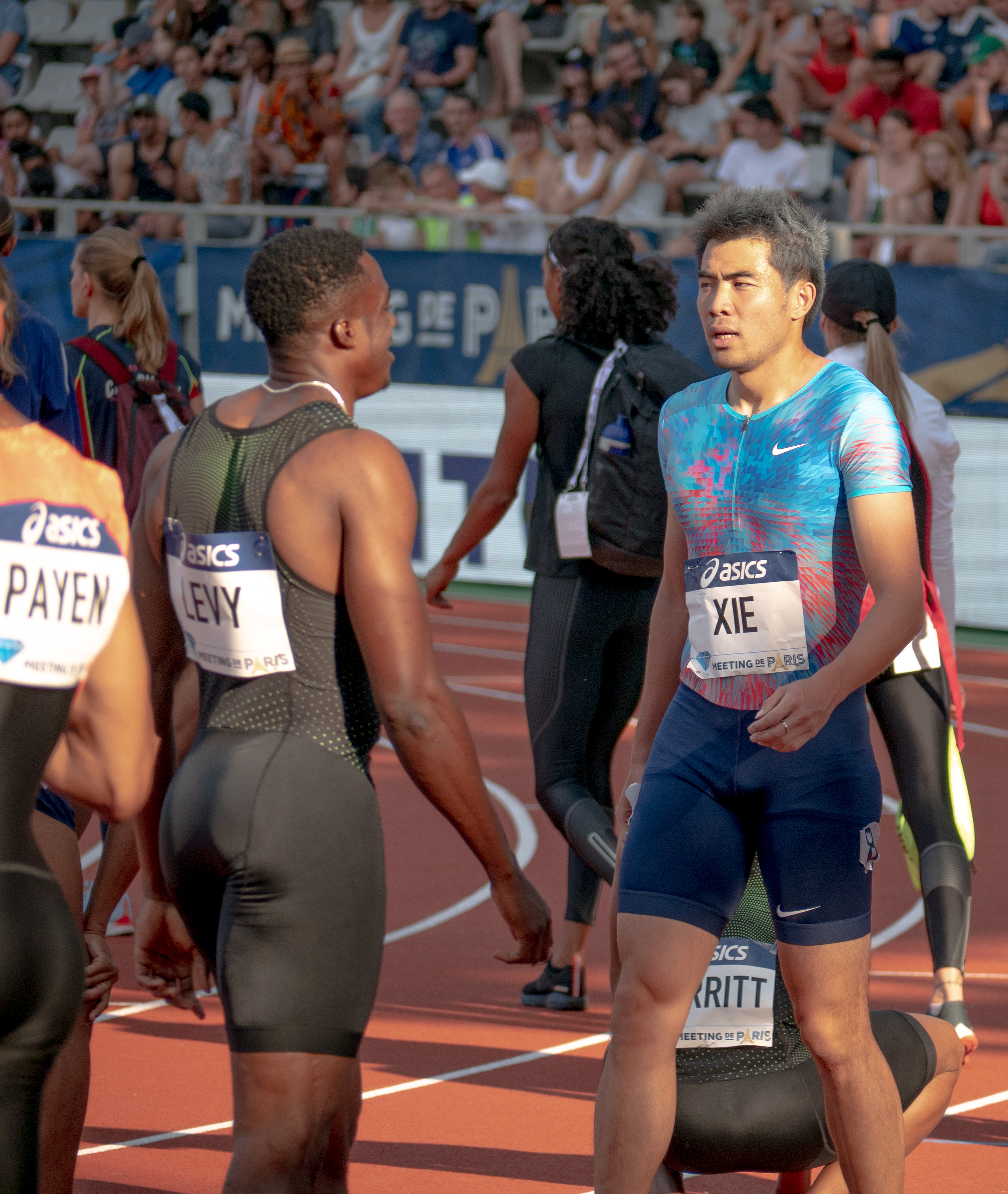
Xie Wenjun (rechts) – ausgeschieden als Dritter des zweiten Halbfinals
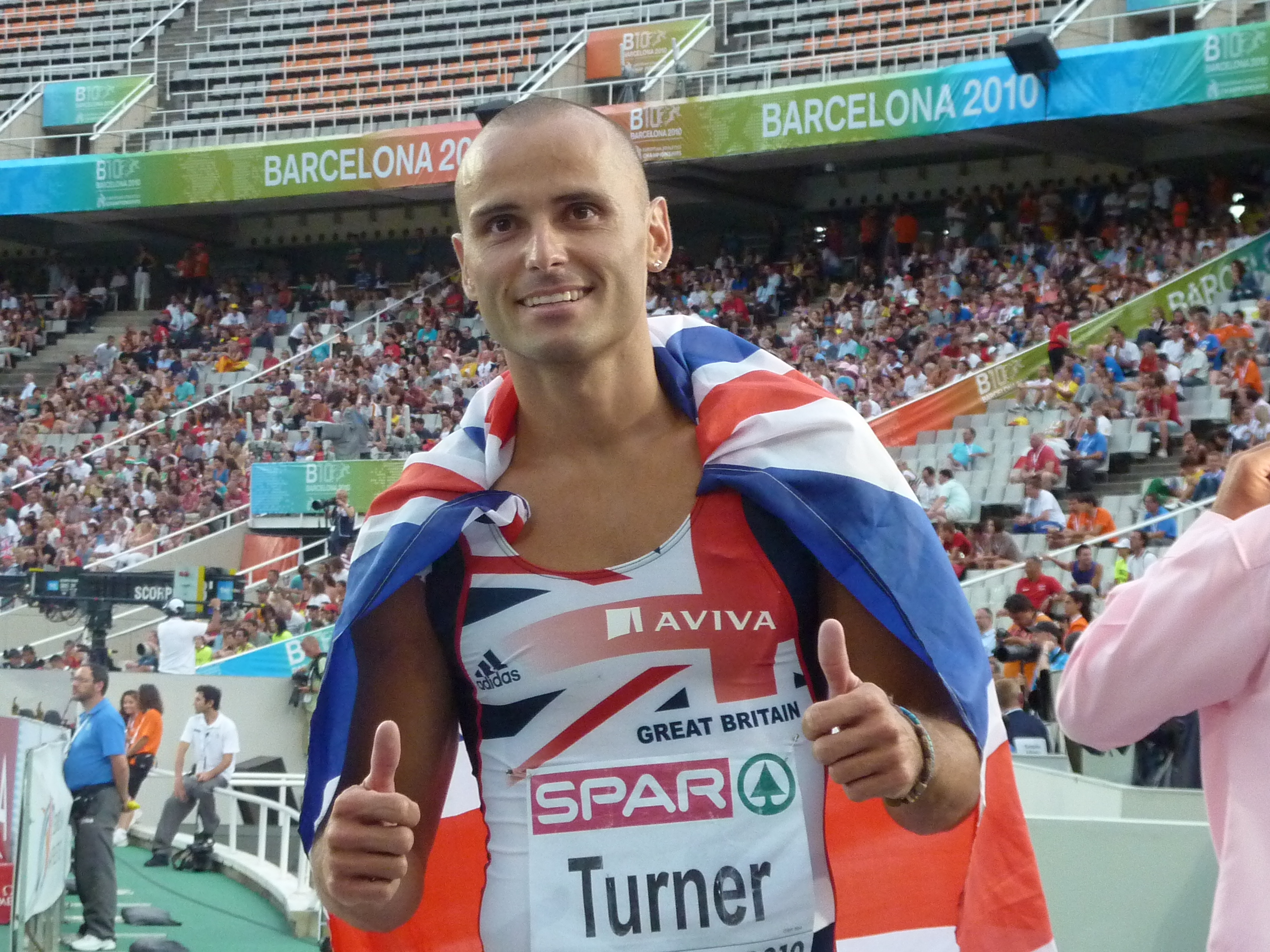
Andrew Turner – ausgeschieden als Vierter des zweiten Halbfinals
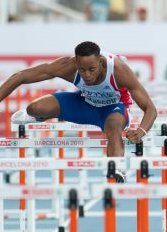
Dimitri Bascou – ausgeschieden als Sechster des zweiten Halbfinals

8. August 2012, 19:23 Uhr

Wind: +0,1 m/s
| Platz | Name                 | Nation              | Zeit (s) |
| ----- | -------------------- | ------------------- | -------- |
| 1     | Aries Merritt        | USA                 | 12,94    |
| 2     | Ryan Brathwaite      | Barbados            | 13,23    |
| 3     | Xie Wenjun           | Volksrepublik China | 13,34    |
| 4     | Andrew Turner        | Großbritannien      | 13,42    |
| 5     | Selim Nurudeen       | Nigeria             | 13,55    |
| 6     | Dimitri Bascou       | Frankreich          | 13,55    |
| 7     | Paulo Villar         | Kolumbien           | 13,63    |
| 8     | Konstantin Schabanow | Russland            | 13,65    |
| DNF   | Richard Phillips     | Jamaika             |          |

### Lauf 3

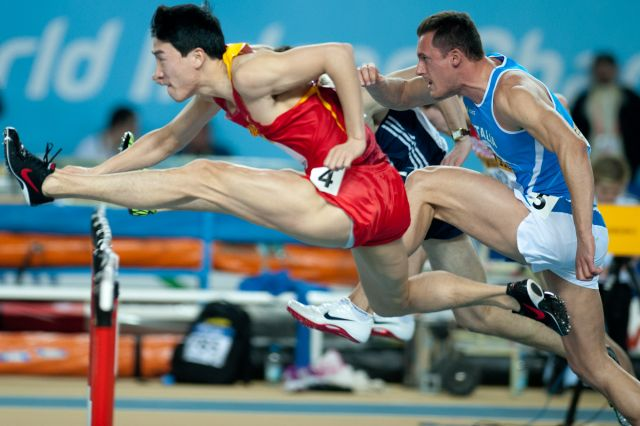
Emanuele Abate (rechts) – ausgeschieden als Vierter des dritten Halbfinals
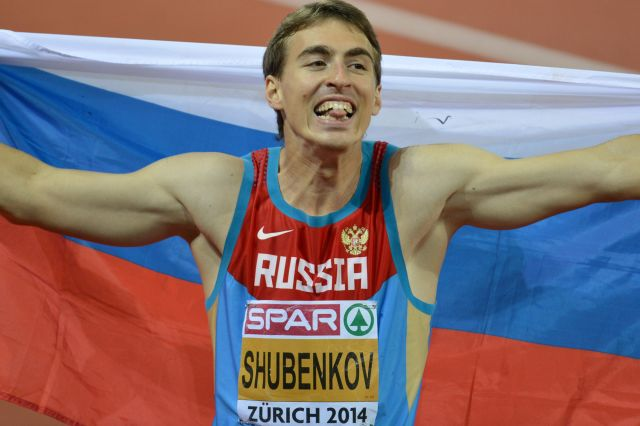
Sergei Schubenkow – ausgeschieden als Sechster des dritten Halbfinals
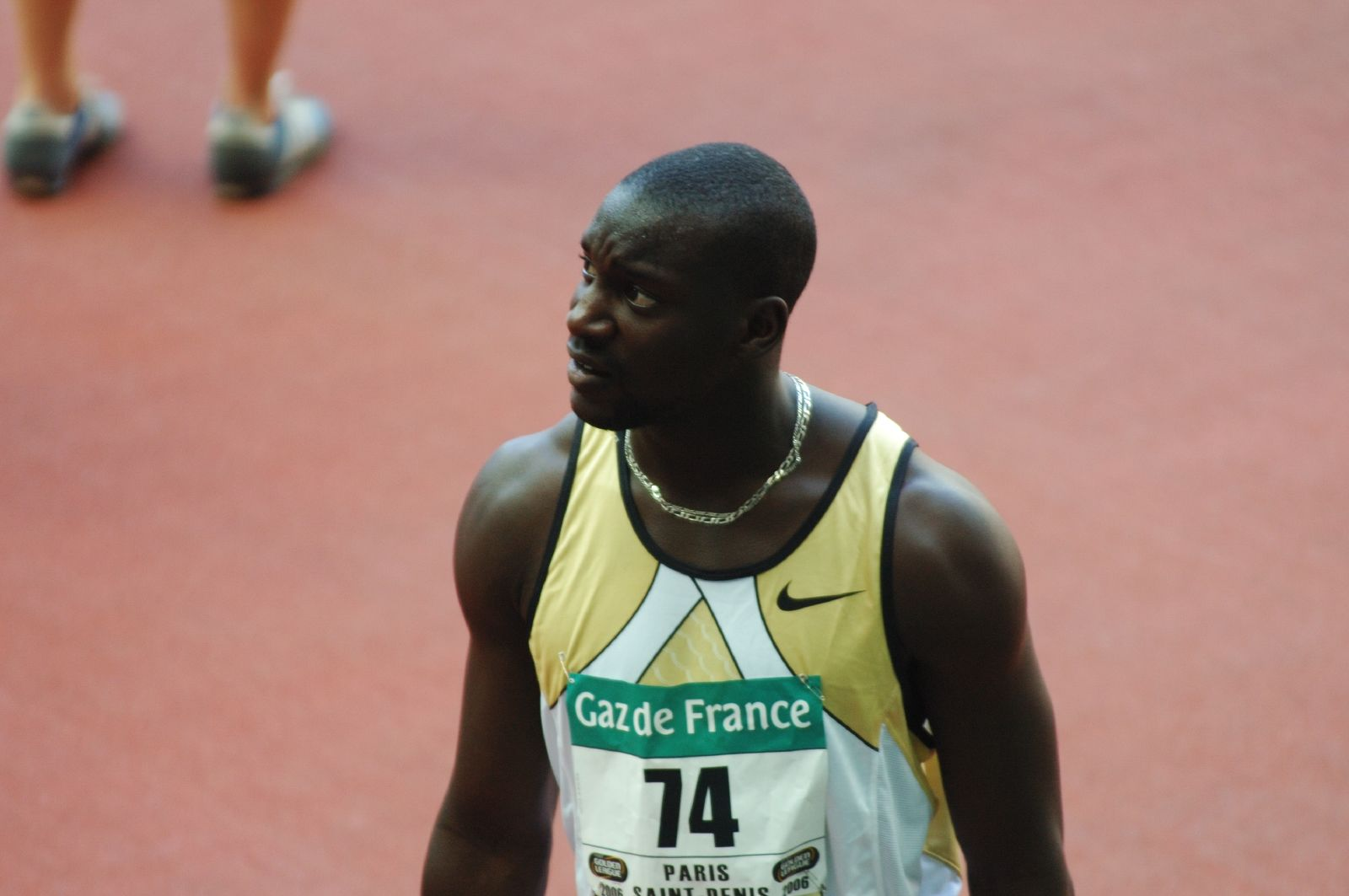
Ladji Doucouré – ausgeschieden als Achter des dritten Halbfinals

8. August 2012, 19:31 Uhr

Wind: +0,1 m/s
| Platz | Name              | Nation     | Zeit (s) | Anmerkung |
| ----- | ----------------- | ---------- | -------- | --------- |
| 1     | Dayron Robles     | Kuba       | 13,10    |           |
| 2     | Hansle Parchment  | Jamaika    | 13,14    | NR        |
| 3     | Lehann Fourie     | Südafrika  | 13,28    |           |
| 4     | Emanuele Abate    | Italien    | 13,35    |           |
| 5     | Jeff Porter       | USA        | 13,41    |           |
| 6     | Sergei Schubenkow | Russland   | 13,41    |           |
| 7     | Maxim Lynsha      | Belarus    | 13,45    |           |
| 8     | Ladji Doucouré    | Frankreich | 13,74    |           |

## Finale
8. August 2012, 21:15 Uhr

Wind: −0,3 m/s
| Platz | Name             | Nation         | Zeit (s) | Anmerkung                                           |
| ----- | ---------------- | -------------- | -------- | --------------------------------------------------- |
| 1     | Aries Merritt    | USA            | 12,92    |                                                     |
| 2     | Jason Richardson | USA            | 13,04    |                                                     |
| 3     | Hansle Parchment | Jamaika        | 13,12    | NR                                                  |
| 4     | Lawrence Clarke  | Großbritannien | 13,39    |                                                     |
| 5     | Ryan Brathwaite  | Barbados       | 13,40    |                                                     |
| 6     | Orlando Ortega   | Kuba           | 13,43    |                                                     |
| 7     | Lehann Fourie    | Südafrika      | 13,53    |                                                     |
| DSQ   | Dayron Robles    | Kuba           |          | IAAF Rule 168.7b – Absichtliches Umstoßen der Hürde |

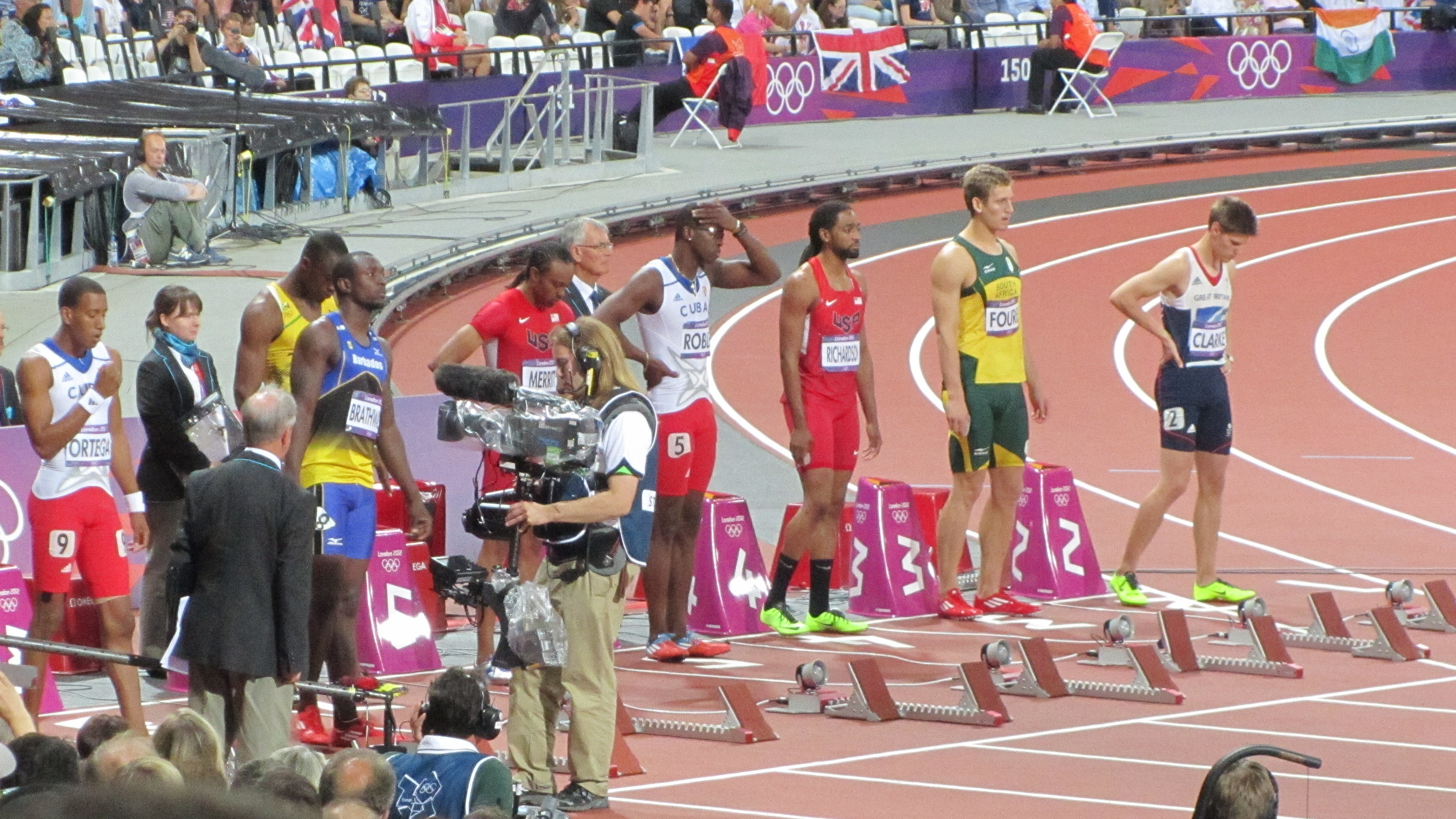
Kurz vor dem Start des Finales

Für das Finale hatten sich zwei US-Amerikaner und zwei Kubaner sowie je ein Teilnehmer aus Barbados, Großbritannien, Jamaika und Südafrika qualifiziert.
Als Favorit galten der Olympiasieger von 2008 Dayron Robles aus Kuba, der amtierende Weltmeister Jason Richardson aus den USA und dessen Landsmann Aries Merritt als Weltjahresbester.
Im Finale hatte Robles einen guten Start. Allerdings laborierte er an einer Sehnenverletzung, die ihn vor der sechsten Hürde zur Aufgabe zwang. Da er diese Hürde umstieß, was als Absicht ausgelegt wurde, wurde Robles nachträglich disqualifiziert, hatte das Rennen aber ohnehin nicht beendet.
Den besten Start erwischte Merritt, der von Beginn an in Führung lag. Er siegte vor Jason Richardson und dem Jamaikaner Hansle Parchment. Mit deutlichen Abständen erreichten der Brite Lawrence Clarke als Vierter und Ryan Brathwaite aus Barbados als Fünfter das Ziel. Knapp dahinter belegte der Kubaner Orlando Ortega Rang sechs vor Lehann Fourie aus Südafrika.
Im 27. olympischen Finale lief Aries Merritt zum neunzehnten US-Sieg. Es war zudem der dreizehnte Doppelerfolg für die USA in dieser Disziplin.
Hansle Parchment wurde der erste jamaikanische Medaillengewinner über 110 Meter Hürden.

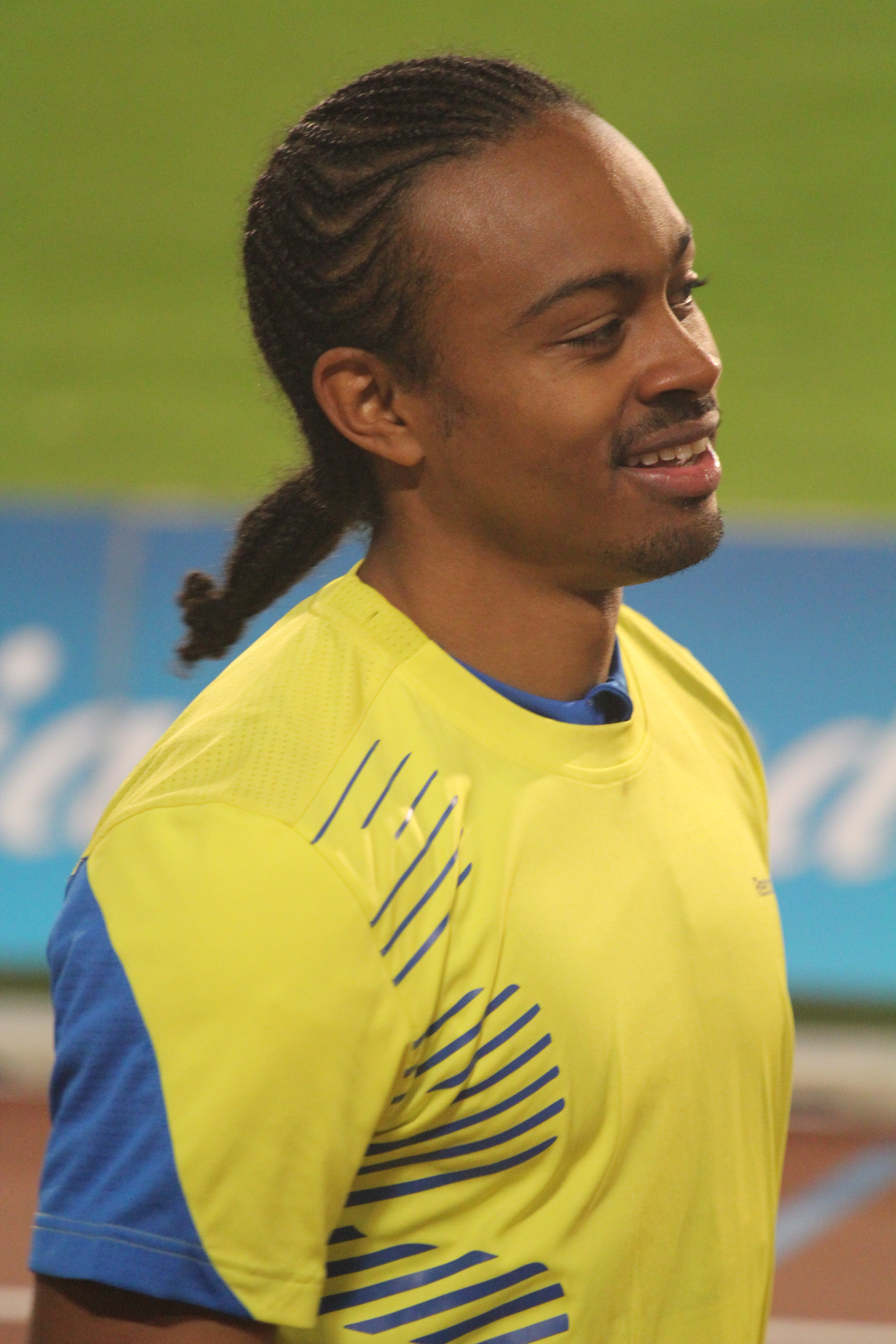
Olympiasieger Aries Merritt
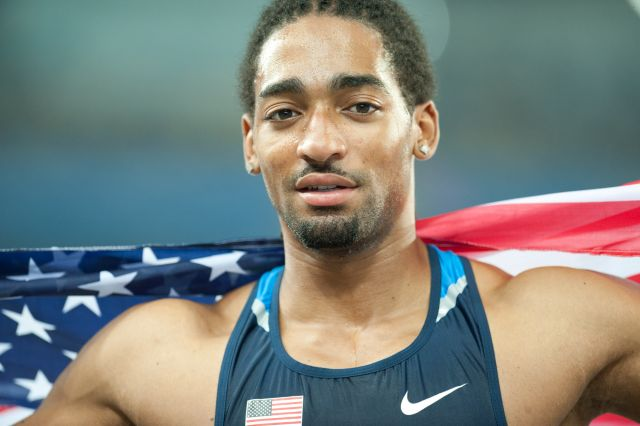
Silbermedaille: Jason Richardson
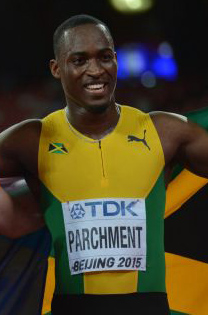
Bronzemedaille: Hansle Parchment

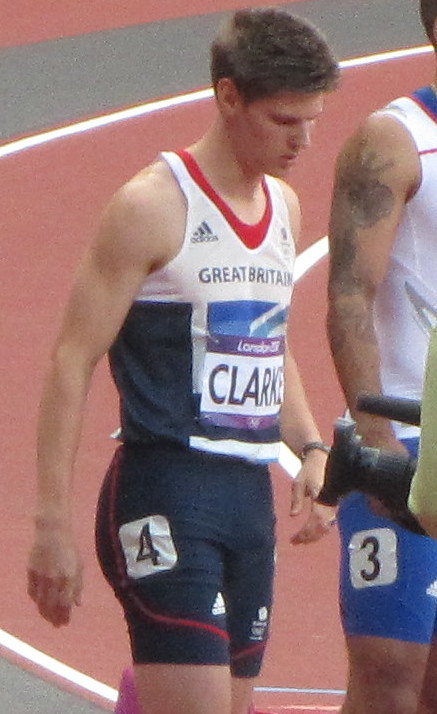
Lawrence Clarke erreichte Platz vier
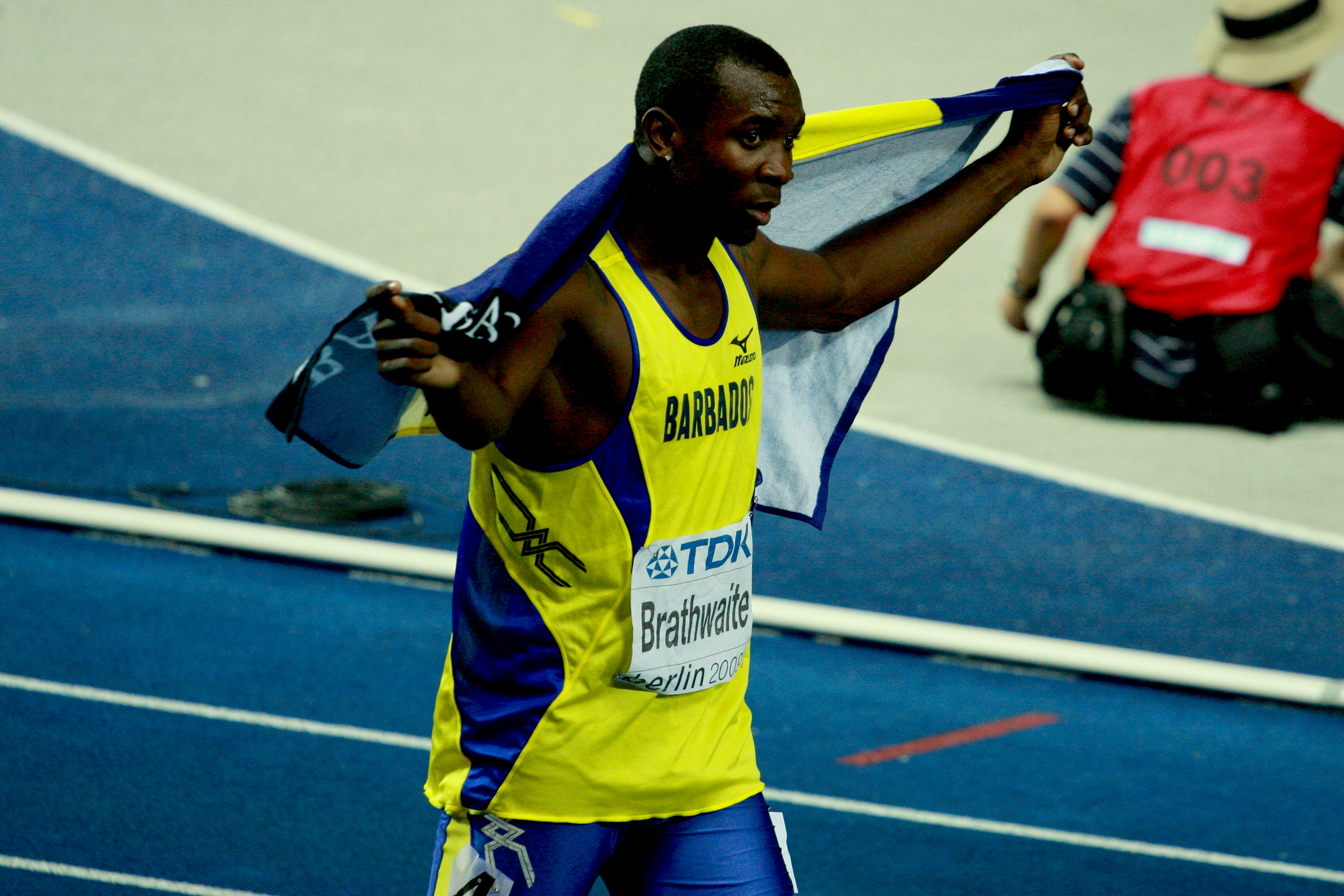
Ryan Brathwaite wurde Olympiafünfter
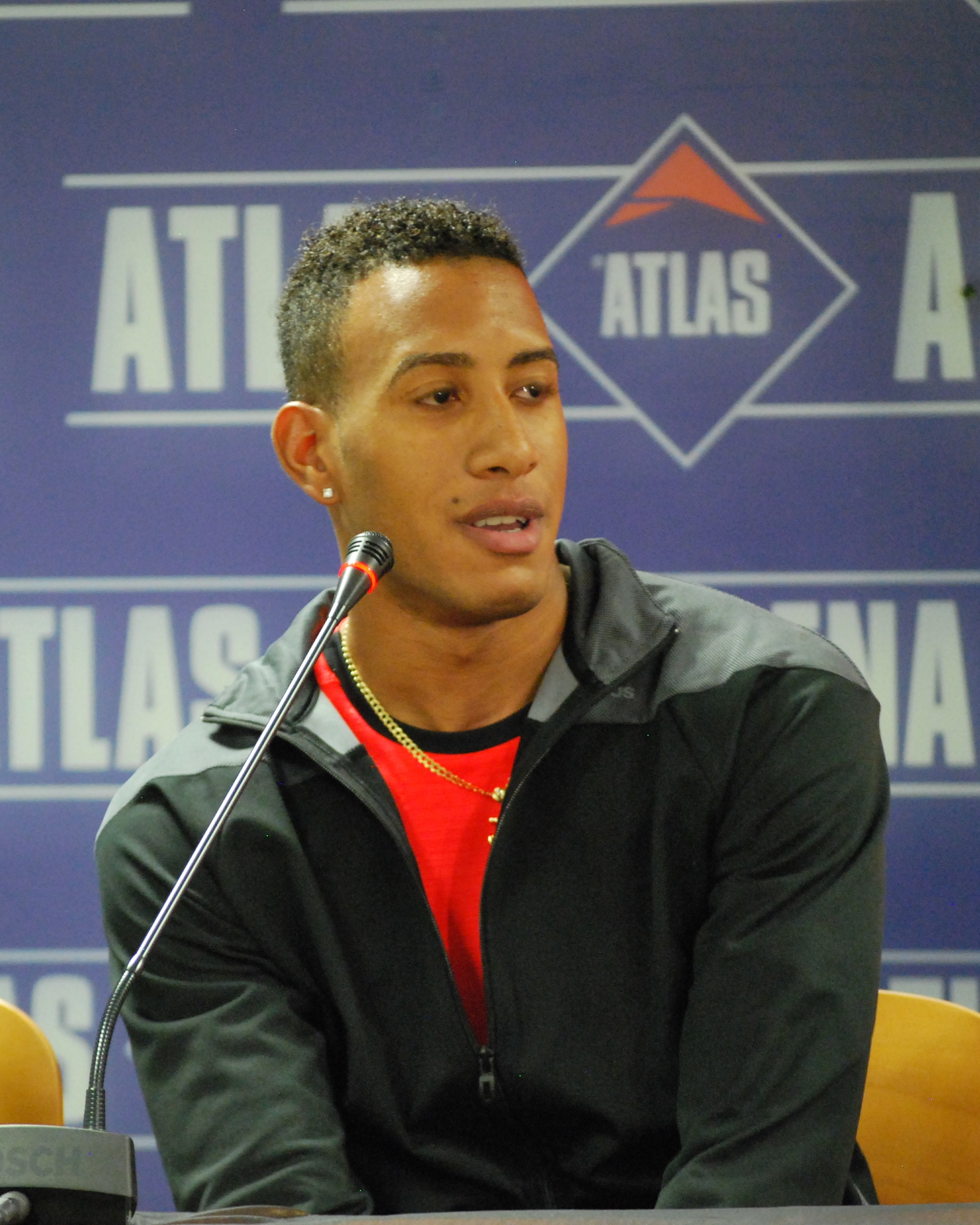
Orlando Ortega belegte Rang sechs
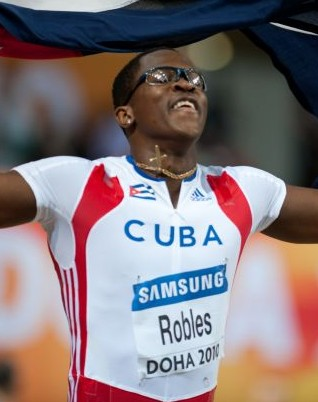
Dayron Robles wurde im Finale disqualifiziert

## Videolinks
- Merritt, Shubenkov, Richardson & Robles 110m Hurdles Heats - London 2012 Olympics, youtube.com, abgerufen am 26. März 2022
- Athletics Men's 110m Hurdles Semi-Finals - Full Replay, London 2012 Olympics, youtube.com, abgerufen am 26. März 2022
- Aries Merritt (USA) Wins 110m Hurdles Gold - London 2012 Olympics, youtube.com, abgerufen am 26. März 2022